# Guldharald
Guldharald eller Harald Knudssøn, også i formen Guld-Harald levede i 900-tallet og var ældste søn af Knud Danaást.
Tilnavnet Guld-Harald fik han ifølge de senere nordiske krøniker og sagaer på grund af det krigsbytte, han kom hjem med fra sine togter. I Olav Tryggvasons saga beskrives han som en god ven af den norske Håkon jarl.
I de nordiske sagaer beskrives han på følgende vis:
Overfor sin farbror og navnebror, Harald Blåtand, fremmede Guldharald et krav på det halve Danevælde som sin arv efter sin far, Harald Blåtands afdøde storebror. Der var mange stormænd til stede, begges venner. Harald Blåtand blev rasende og svarede, at ingen mand havde forlangt af kong Gorm, hans far, at han skulle blive halv-konge i Danmark; ejheller af hans far igen, Hardeknud, eller af hans far Sigurd Orm-i-Øje, eller dennes far igen, Ragnar Lodbrog. Bag sin brorsøns ryg konfererede Blåtand så med Håkon jarl, og de to blev enige om, at Harald Blåtand i stedet for halvparten af Danevældet skulle tilbyde Guldharald halvparten af Norge; men først skulle Guldharald gøre sig fortjent til dette ved at dræbe en tredje Harald, nemlig Harald Gråfeld, der sad som konge over Vestlandet og Trøndelag. Harald Blåtand og Harald Gråfeld var ellers venner, så den norske konge lod sig lokke sydpå til et møde ved Limfjorden. Men da Harald Gråfeld om sommeren (af nogle antaget omkring år 970) ankom til Hals, blev han overfaldet og dræbt af Guld-Harald, der havde rustet ni skibe til vikingefærd - og derefter selv blev forrådt af Håkon jarl, der var ankommet med tolv skibe, og nu lod Guldharald gribe og klynge op i galgen. Sådan fik Harald Blåtand genvundet sin magt i Norge. Håkon jarl på sin side havde hævnet Sigurd jarl, som Harald Gråfeld og hans brødre havde brændt inde; dertil blev Håkon jarl indsat som Harald Blåtands vasal i Norge.
I Winthers Plantage et par kilometer nord for Hals finder man en høj, der kaldes Guld-Haralds Høj. En udgravning udført af Nationalmuseet i 1886 under ledelse af museumsinspektør Vilhelm Boye bragte imidlertid intet guld frem i dagens lys. Derimod fandt man en mængde knogler og spor efter tidligere forsøg på at finde en skat i højen. Man fandt heller ikke noget bevis for, at Guld-Harald er begravet i højen.
På samme lokalitet finder man en statue udført overvejende i træ, som skal forestille Guld-Harald.